# Popis hrvatskih veleposlanika u Iraku
Republika Hrvatska i Republika Irak održavaju diplomatske odnose od 4. siječnja 2005. Sjedište veleposlanstva je u Bagdadu.

## Veleposlanici
| Veleposlanik | Postavljenje     | Opoziv | Sjedište |
| ------------ | ---------------- | ------ | -------- |
| Ivan Jurić   | 3. svibnja 2016. |        | Bagdad   |

## Vanjske poveznice
- Irak na stranici MVEP-a